# حجاز (مقام موسیقی)

محل صداهای مقام حجاز بر روی پرده‌های سازهایی مثل تار، سه‌تار و عود که با فاصلهٔ چهارم درست کوک شده‌اند

حجاز یا حجازی یکی از مقام‌های موسیقی است. حجاز در موسیقی قدیم ایران جزء دوازده مقام اصلی بوده‌است. در موسیقی ترکی هم حجاز جزء مقام‌های سیزده‌گانهٔ اصلی است و در موسیقی عربی هم حجاز جزء نه خانوادهٔ اصلی مقام‌ها شمرده می‌شود.
نویسندهٔ رسالهٔ کنز التحف در این رساله گفته که بهتر است این مقام را در مجلس عوام‌الناس نواخت. در همین رساله از قول ابن سینا گفته می‌شود که بهترین زمان برای نواختن این مقام، بین‌الصلوتین است که البته پورجوادی انتساب این جملات به ابن سینا را رد می‌کند. همچنین در کنز التحف گفته شده که صفی‌الدین ارموی، این مقام را مقام فروتنی (شدّ التواضع) می‌دانسته‌است.

## موسیقی ایران
در گذشته، در اینکه حجاز جزء مقام‌های اصلی است یا جزء شعباتِ مقام‌هایِ اصلی، اختلاف نظر بوده‌است اما پس از اینکه صفی‌الدین ارموی مقام حجاز را جزء مقام‌های اصلی قرار داد، دیگران نیز از این روش ارموی پیروی کردند و این سنت را ادامه دادند. هم‌اکنون در موسیقی دستگاهی ایران، گوشه‌ای با نام حجاز در آواز ابوعطا وجود دارد، که از مهم‌ترین گوشه‌های این آواز است و می‌توان آن را اوج نیز نامید.

درجات مقام حجاز بر اساس رسالهٔ شرفیهٔ صفی‌الدین ارموی

## موسیقی ترکی
در موسیقی ترکی حجاز هم نام یک گام است و هم نام یک دانگ. گام حجاز، از ترکیب یک دانگ حجاز با یک دانگ راست به دست می‌آید.

درجات گام حجاز بر اساس تعریف ارائه شده توسط حسین سعدالدین آرل